# Cantonul Beauvais-Nord-Est
Cantonul Beauvais-Nord-Est este un canton din arondismentul Beauvais, departamentul Oise, regiunea Picardia, Franța.

## Comune
| Comune   | Populație (1999) | Cod poștal | Cod INSEE |
| -------- | ---------------- | ---------- | --------- |
| Beauvais | 55 392 (1)       | 60000      | 60057     |